# Danh sách nhân vật trong Blood+

Từ trái sang phải: Lewis, Julia, David, Haji, Saya, Kai, Mao, and Okamura, khi họ xuất hiện trong nửa phần 2

Anime, tiểu thuyết, và manga của Blood+ là một tính năng phong phú của các nhân vật được thiết kế bởi Hashii Chizu và được tạo ra bởi Production IG và Aniplex. Bộ phim được đặt trong các phiên bản tiểu thuyết hóa cuộc sống của nhiều thành phố có thực: Okinawa ở Nhật Bản, Hà Nội ở Việt Nam, Ekaterinburg ở Nga, Paris ở Pháp, London ở Anh, Fayetteville, Bắc Carolina, và New York ở Mỹ.
Nhân vật trung tâm của phim này là Otonashi Saya một cô gái tuổi teen dường như bình thường đã được nhận nuôi một năm trước khi bộ phim bắt đầu và mắc chứng hay quên. Cuộc sống của cô thay đổi đáng kể khi cô biết rằng cô là một chiropteran-một sinh vật giống như ma cà rồng, sinh năm 1833, tồn tại bằng cách uống máu của người khác hoặc nhận được nó thông qua truyền máu, và là người duy nhất có thể phá hủy chiropterans khác và em gái sinh đôi của cô là Diva. Saya và Diva là Queen, chiropterans đầu tiên và mạnh nhất vôn luôn luôn sinh ra là chị em sinh đôi. Trợ giúp Saya trong cuộc tìm kiếm dài hàng thế kỷ là một tổ chức gọi là Red Shield, với một người tên là David được giao nhiệm vụ giúp đỡ cô. Với việc Saya buộc phải quay trở lại cuộc sống cũ của mình, cô đoàn tụ với Hagi, chevalier của cô- một hình thức đặc biệt của chiropteran được tạo ra bởi một con người uống máu của Queen và là nguyên nhân cho một liên kết mạnh mẽ để hình thành và buộc các chevalier phục vụ và bảo vệ Queen bằng mọi giá.
Khi phim tiến triển, đã tiết lộ rằng Diva có năm Chevaliers để hỗ trợ cô ấy là Amshel Goldsmith, Solomon Goldsmith, Karl Fei-Ong, James Ironside và Nathan Mahler. Họ đã thành lập tổ chức riêng của họ, Cinq Flèches, mà họ sử dụng để tạo chiropterans thêm từ máu của Diva. Làm việc chống lại cả hai bên là những Schiff, một nhóm các chiropteran nhân tạo chạy thoát được tạo ra bởi nhóm của Diva và tấn công cả hai bên trong việc tìm kiếm của máu của Saya, Diva, hoặc một trong các Chevaliers của họ với hy vọng sẽ cứu từ một bệnh gây tử vong và đau đớn mà họ gọi Thorn.

## Các tổ chức

### Red Shield
Red Shield là một tổ chức có nhiệm vụ tiêu diệt Diva và chiropterans. Tổ chức này do con cháu của Joel Goldschmidt, người đầu tiên tìm thấy của Saya và Diva vào năm 1833 và nuôi nấng họ tại Vườn bách thú. Ông tách hai chị em sau khi sinh, nuôi dưỡng Saya như con gái của mình, còn đứa không tên thì đem nhốt trong một toà tháp, vì lý do khoa học. Joel đã chăm sóc của Saya, trong khi Amshel là trợ lý của ông thì cung cấp cho các nhu cầu cơ bản cho Diva. Joel đã bị giết bởi Diva vào năm 1883 vào đúng ngày sinh nhật của Saya ngay sau khi Saya giải thoát cho Diva để hát tại bữa tiệc sinh nhật của cô.
Lãnh đạo của Red Shield là truyền từ cha cho con trai, với các nhà lãnh đạo hiện nay là Joel Goldschmidt VI. Tất cả các thành viên của Red Shield đều đeo theo một mẩu tinh thể màu đỏ lấy từ cơ thể kết tinh của Chiroptera.
Theo tiểu thuyết của Blood +, tên của tổ chức được lấy từ ý tưởng rằng các thành viên của tổ chức là lá chắn bảo vệ Saya, tức những người không có khả năng giết chết chiropterans nhưng sẵn sàng chết để bảo vệ Saya.

### Cinq Flèches
Đây là một công ty dược phẩm thuộc quyền sở hữu của Goldsmiths, cũng hoạt động trong ngành công nghiệp khác bao gồm sản xuất thực phẩm, các ngành công nghiệp công nghệ cao, và hợp đồng quân sự. Họ bao gồm hàng trăm công ty dưới các tên gọi khác nhau, và là các nhóm có mối liên hệ với những người có ảnh hưởng trong chính phủ Hoa Kỳ.

### The Schiff

Ba Schiff sống lâu nhất. Từ trái sang phải: Lulu, Moses, and Karman

Schiff là các binh sĩ được tạo ra bởi một nhóm các nhà khoa học do Boris đứng đầu bằng cách sử dụng máu của Diva và dưới sự bảo trợ của Amshel Goldsmith. Lúc đầu là những nô lệ, mười chiến binh Schiff quyết định họ muốn được tự do và do đó đã trốn thoát từ phòng thí nghiệm, nơi họ được tạo ra, giết chết hầu hết những người có mặt trong phòng thí nghiệm.
Giống như Chevaliers và Chiroptera, các Schiff đã nâng cao tốc độ và sức mạnh, và phải uống máu để sống sót. Tuy nhiên họ có thể chết bởi ánh sáng mặt trời. Và họ bị mắt một căn bệnh mà họ gọi là "Thorn" theo đó cơ thể họ từ từ bị kết tinh. Căn bệnh này bước đầu được thể hiện bằng 1 vết nứt đỏ xuất hiện trên cổ, từ từ lan rộng cho đến khi cơ thể của Schiff bị vỡ thành từng mảnh.
Do lời nói của một trong những nhà khoa học của phòng thí nghiệm, họ tin rằng họ đã được tạo ra từ máu của Saya, và do đó máu của cô sẽ kéo dài cuộc sống cho họ. Họ tấn công Saya và Hagi, nhưng khi một trong những Schiff, Ghee, uống máu của Hagi, đã chết ngay lập tức. Họ sau đó thử lại với máu của Saya, nhưng nó cũng khiến cho 1 Schiff khác, Irene, chết ngay lập tức. Họ nhận ra rằng nhà khoa học đó đã nói dối và họ cần máu của Diva để sống, không phải của Saya và quay sang tấn công Diva.

## Các nhân vật chính

### Otonashi Saya
Lồng tiếng: Kitamura Eri (tiếng Nhật), Kari Wahlgren (tiếng Anh)
Cô "sinh" vào năm 1833 từ một trong hai cái kén lấy từ bụng của một xác ướp chiropteran, trong khi cái kén khác có chứa em gái của Saya là Diva. Cả hai đều được lưu giữ tại " Kitamura " của Joel Goldschmidt, nơi Saya là được coi là con gái của Joel và Diva, người vẫn chưa được đặt tên, thì bị nhốt trong một toà tháp. Saya không hề biết về sự tồn tại của Diva cho đến năm 1863, khi cô nghe Diva hát và nhìn thấy Diva bị khóa trong một căn phòng ở đỉnh toà tháp  và Saya đã đặt tên Diva cho em gái. Năm 1870, Amshel đưa một cậu bé mười hai tuổi tên là Hagi về làm bạn với Saya. Trong bữa tiệc sinh nhật cho Joel, Saya thả Diva khỏi toà tháp để cô có thể hát cho Joel. Tuy nhiên, Diva đã giết chết gần hết người nhà Goldschmidt trong khi Saya và Hagi đi tìm loại hoa mà Joe yêu thích. Saya biết rằng Diva là một quái vật, nên cô bắt đầu săn tìm để giết chết Diva cũng như các Chevaliers và chiropterans do Diva tạo ra.
Saya chiến đấu bằng cách sử dụng một thanh kiến katana được thiết kế đặc biệt với một bên lưỡi kiếm mà cô dùng để lấy máu từ ngón tay cái của cô, và một cái rãnh được thiết kế đặc biệt để máu của Saya chảy thông qua toàn bộ lưỡi kiếm. Một khi được thấm máu của Saya thì thanh kiếm trở thành một loại vũ khí chết người đối với Diva và các chiropteran được tạo ra từ máu của Diva. Sau khi lưỡi kiếm đầu tiên của Saya bị gãy, David đã cho cô một thanh kiếm mới với 1 tinh thể màu đỏ nằm dưới chuôi kiếm, tượng trưng cho việc Saya trở thành thành viên của tổ chức Red Shield. Tinh thể này là một mẩu của cơ thể người cha nuôi của cô ở Nhật, khi cô buộc phải giết chết ông để ông không bị biến thành chiropteran.
Vào năm 2005, khi Blood+ bắt đầu, Saya là một học sinh sống ở Okinawa, vốn được nhận nuôi cách đó chừng một năm bởi Miyagusuku George sau khi cô thức dậy từ chu kỳ ngủ đông của nhưng cô quên mất quá khứ của mình. Mặc dù cô trong có vẻ là một thiếu niên bình thường, nhưng cô vẫn phải được truyền máu thường xuyên để duy trì sức khỏe. Khi chiropteran tấn công trường học, cô thấy cuộc sống của cô bị đảo ngược. Cô đã đoàn tụ với chevalier của cô là Hagi, mặc dù cô không nhớ anh ta, và biết rằng máu của cô có thể giết chết các chiropterans. Cô liên lạc với David, người đàn ông đến từ Red Shield và là người nói rằng nhiệm vụ của Saya là giết chiropterans vì cô là người duy nhất có thể làm được. Cả David cũng như Hagi không cho biết sự thật của Saya về quá khứ của cô mà chỉ nói rằng cô phải tự nhớ lại. Mặc dù lúc đầu Saya không muốn chiến đấu nhưng cuối cùng cô cũng chấp nhận và nhớ lại những ký ức của cô.
Sau cái chết của Riku, Saya biến mất trong một năm, cùng với Hagi. Khi cô trở về, cô có mái tóc dài hơn và khó tính hơn. Do chấp nhận đặc tính sinh học của chiropteran, cô chấp nhận sự cần thiết là phải hút máu của Hagi để sống và có đủ sức mạnh để chiến đấu. Tuy nhiên, cô ít vui vẻ hơn trước và cũng ít nói hơn. Moses và Lulu đều nhận xét rằng cô đã mất hy vọng. Tin rằng cuộc chiến với Diva là cuộc chiến của riêng cô, và không muốn phải đau khổ cho cái chết của bất kì người thân nào khác, cô tránh hợp tác với Kai hoặc Red Shield. Bạn bè của Saya liên tục làm những việc để giúp cô hiểu rằng cuộc chiến này không phải chỉ là cuộc chiến của riêng cô, và rằng cô không bao giờ một mình. Khi trận chiến với Diva vẫn tiếp tục, thời gian ngủ đông kế tiếp của Saya đang đến gần, cô thường đột ngột bất tỉnh, và khả năng tái sinh của cô diễn ra chậm hơn
Tại nhà hát opera Metropolitan, Diva và Saya phải đối mặt nhau trong một cuộc chiến đấu cuối cùng, và kết thúc khi họ đồng thời dùng kiếm thấm máu của cả hai đâm vào nhau. Saya không bị ảnh hưởng bởi máu của Diva, bởi vì nó bị mất tác dụng khi Diva mang thai. Cơ thể Diva bắt đầu kết tinh, và Saya đã khóc và cố gắng giữ các phần cơ thể của Diva bị vỡ lại với nhau. Với cái chết của Diva, Saya định tự vẫn và giết các đứa con của Diva vì sợ rằng nếu sống, hai đứa trẻ và cô sẽ buộc phải trở thành vũ khí quân sự. Kai xin cô hãy sống, hứa sẽ bảo vệ cô và các đứa bé. Lần đầu tiên và duy nhất trong cuộc đời của mình thì Hagi đã không tuân theo mệnh lệnh của Saya, lấy thanh kiếm từ tay của cô và thú nhận anh đã yêu cô kể từ thời điểm họ gặp nhau. Cô và Kai thoát khỏi các nhà hát với 2 đứa bé khi Hagi đang ngăn cản Amshel trước khi quân đội Mỹ ném bom nhà hát.
Một tháng sau, Saya trở về Okinawa, và cô bước vào thời kì ngủ đông trong 30 năm tiếp theo. Theo yêu cầu của cô, Kai đưa cô trở lại ngôi mộ của gia đình Miyagusuku để ngủ đông và anh chăm sóc 2 đứa con của Diva. Vài năm sau, một bông hoa hồng được Hagi đặt lên ngôi mộ.

### Haji
Lồng tiếng: Konishi Katsuyuki (tiếng Nhật), Crispin Freeman (tiếng Anh)
Hagi (ハジ, Haji?) là chevalier đầu tiên và duy nhất của Saya. Năm 1870, cậu bé Hagi mười hai tuổi được Joel và Amshel nhận nuôi từ cha mẹ của cậu để làm người bạn đồng hành của Saya, với hy vọng rằng họ có thể giao phối và tạo nhiều mẫu thử nghiệm hơn cho tương lai. Hagi sống với Saya tại dinh thự của Joel trong nhiều năm và trong khi Haji trưởng thành thì Saya không hề bị lão hóa. Năm 1883, anh bị rơi từ một vách đá khi cố gắng lấy loài hoa mà Saya muốn như là một món quà sinh nhật cho Joel. Saya bỗng nhớ lại một cuộc hội thoại trước đó giữa Hagi và Joel về máu của cô và vì muốn cứu Haji, Saya cho Hagi nuốt một vài giọt máu của cô và khiến chuyển thành một chevalier. Saya cảm thấy có lỗi trong việc này qua nhiều năm, nhưng khi cô xin lỗi, Hagi nói với cô rằng anh không có gì hối tiếc vì nó cho phép anh ta luôn luôn được ở bên cô trong khi cô luôn ước mơ đi du lịch khắp thế giới với thanh kiếm của cô.
Hagi chơi cello, một kỹ năng mà anh đã học được từ Saya. Anh thường mang cây cello của ông trong một cái quan tài màu đen mà anh cũng có thể sử dụng như một vũ khí cùn và khiên, và cũng cất giữ của thanh kiếm của Saya. Hagi cũng chiến đấu với một số ít các vật dụng nguy hiểm bằng bạc mà anh giữ trên tay. Như với hầu hết các Chevaliers, Hagi không cần ăn hay ngủ, và anh vẫn tỉnh táo trong khi Saya vẫn ăn, ngủ, hoặc ngủ đông. Không giống như các Chevaliers của Diva, Hagi không bao giờ chuyển đổi đầy đủ thành chiropteran, tuy nhiên, điều này là do sự lựa chọn riêng của anh chứ không phải là một hạn chế trong sức mạnh của Hagi. Anh dùng vải quấn lấy bàn tay phải của anh trong phần thời gian để che giấu một thực tế là hình dạng của nó vĩnh viễn là cánh tay của chiropteran kể từ khi Saya bị thương và nổi điên khi cô tỉnh dậy tại Việt Nam 1 thập kỉ trước. Trong đoạn nhạc nền mở đầu của mùa phim cuối cùng, Hagi xuất hiện với đôi cánh, nhưng ông không sử dụng chúng mãi đến tập 43.
Sau cái chết của Diva, Hagi thuyết phục Saya hãy sống và thú nhận rằng anh đã luôn luôn yêu cô. Khi Saya đồng ý sẽ sống, Saya hôn Hagi. Khi họ, cùng với Kai và các thành viên còn lại của Red Shield đang cố gắng thoát khỏi các nhà hát thì Amshel tấn công họ và chặt đứt một trong hai cánh tay của Hagi. Saya định đưa máu của cô vào thanh kiếm của mình và sẵn sàng chiến đấu để bảo vệ các đứa con của Diva. Tuy nhiên, Hagi tước mất thanh kiếm của Saya và đẩy cô ấy sang một bên để cô có thể thoát, trong khi anh dùng thanh kiếm để chặn Amshel. Khi Amshel bị kết tinh, ông ta đâm xuyên qua ngực Hagi và trần nhà sụp xuống đè cả hai người. Anh nói rằng sẽ luôn luôn yêu Saya. Saya hét lên tên của Hagi trước khi họ rời khỏi nhà hát. Cô tin rằng anh đã chết, nhưng Kai nói với cô ấy rằng Hagi sẽ trở lại. Khi Saya bước vào thời kì ngủ đông, Kai cùng 2 đứa con gái của Diva thăm mộ của gia đình Miyagusuku là nơi Saya đang ngủ. Khi họ đến nơi, họ tìm thấy một bông hồng tươi với băng tóc màu xanh của Hagi gắn vào nó.

### Miyagusuku Kai
Lồng tiếng: Yoshino Hiroyuki (tiếng Nhật), Benjamin Diskin (tiếng Anh)
Miyagusuku Kai (宮城カイ, Kai Miyagusuku) là anh trai nuôi của Saya. Là một học sinh nổi tiếng ở trường và là vận động viên, anh chơi bóng chày trước khi Saya xuất hiện. Do cha anh qua đời nên khi lớn lên anh đã cố gắng hết mình để giữ cho gia đình hoà thuận. Anh gặp rất nhiều đau khổ trong cuộc đấu tranh với Saya, và sau đó là Riku. Đau khổ lớn nhất đối với anh là Riku bị hãm hiếp và giết bởi Diva, và Saya biến mất trong hơn một năm trời. Là thành viên cuối cùng còn sót lại của gia đình Saya, anh đã thề là sẽ quyết tâm bảo vệ Saya và sẽ trở về Okinawa với cô ấy một khi mọi chuyện đã được giải quyết. Trong phần kết thúc của phim anh thuyết phục Hagi bày tỏ cảm xúc với Saya.
Ban đầu Kai có ít kỹ năng trong chiến đấu nhưng anh đã cải thiện chúng khi phim tiếp diễn. Khi George bị bắt cóc, Kai lấy cây súng lục M1911 của cha mình để cố gắng cứu ông ấy. David lúc đầu lấy lại cây súng nhưng cuối cùng thì trả lại nó cho Kai vì ông cảm thấy Kai đã trưởng thành, đủ sức để sử dụng nó. Kai sử dụng nó như vũ khí trong suốt phần còn lại của phim. Sau khi Red Shield bị hủy diệt bởi Diva, anh sống với Lewis và David trong một trại trẻ mồ côi tại London, cùng săn tìm chiropterans với Lewis và sử dụng kỹ năng của mình như là một quân nhân trong cuộc chiến chống lại Diva và tay sai của cô. Do David suốt ngày uống rượu nên Kai có nhiều trách nhiệm hơn trong việc săn tìm chiropteran. Theo truyền thống của Red Shield, Kai đeo một viên kim cương hình mặt dây chuyền với một tinh thể lấy từ cơ thể của Riku.
Sau khi Saya giết Diva, anh thuyết phục cô tiếp tục sống, và làm Hagi "không tuân theo" lệnh của Saya và thú nhận tình yêu của mình cho cô ấy. Saya và Kai để trở về Okinawa và mở lại vào nhà hàng của cha mình. Một tháng sau, Saya bước vào chu kỳ ngủ đông của cô và Kai đặt cô ngủ trong mộ của gia đình. Giữ lời hứa của mình với Saya, anh nuôi nấng con gái của Diva như họ con gái anh. Cùng với nhau, họ thường xuyên ghé thăm mộ của Saya.

### David
Lồng tiếng: Kosugi Jurouta (tiếng Nhật), Christopher Nissley (tiếng Anh)
David là người sống sót duy nhất của một cuộc tấn công của chiropteran vào lực lượng đặc biệt của ông trước khi gia nhập Red Shield. Cha ông cũng là một thành viên của Red Shield và là một trong những nạn nhân của Saya trong vụ việc ở Việt Nam. Ông cùng với Joel, là thành viên duy nhất là hậu duệ của người thành lập Red Shield. Ông thức tỉnh quá khứ của Saya và mong muốn sử dụng cô trong cuộc đấu tranh chống lại Chiropteran..
David rất nghiêm túc và có cá tính lạnh lùng. Tuy nhiên, ông cũng có vai trò như là một giám hộ không chính thức của Kai và Riku, và là người giúp đỡ Kai chấp nhận những chuyện xảy ra với Saya cũng như việc Riku trở thành chevalier. Dường như ông có một quan tâm đặc biệt trong việc giúp đỡ Kai trở thành một người mạnh mẽ để có thể hỗ trợ Saya và Riku.
Khi trụ sở của Red Shield bị phá hủy và Saya được tin là đã ra đi với nó, David chìm vào suy thoái sâu và trở nên nghiện rượu. Hagi đã giúp đỡ ông thoát khỏi tình trạng đó. Trong quá trình điều tra một trong các phòng thí nghiệm của Cinq Flèches's, ông thấy Julia và cô nói với ông một cái gì đó về những nghiên cứu mà Cinq Flèches's đang tiến hành. Ông nói với cô hãy làm việc với Amshel thêm một thời gian ngắn, và cho cô ấy biết rằng cô sẽ luôn luôn được chào đón trở lại với nhóm.
Tới gần cuối phim, Tiến sĩ Collins cố giết Julia, nhưng David nhảy lên phía trước đỡ đạn nên bị thương. Julia liền đưa ông đến bệnh viện và sau khi David bình phục thì họ bắt đầu một mối quan hệ lãng mạn. Vào cuối phim, Julia đang mang thai đứa con của ông.

## Nhân vật đối nghịch

Diva, khi cô xuất hiện ở nửa phần 2, đi với James Ironside, một trong các chevaliers của cô

### Diva
Lồng tiếng: Yajima Akiko (tiếng Nhật), Kari Wahlgren (tiếng Anh)
Diva (ディーヴァ, Diva?), em gái của Saya và là nhân vật đối nghịch chính của phim và là kẻ thù lớn nhất của Red Shield. Năm 1833, Joel Goldschmidt phát hiện ra xác ướp của một sinh vật chưa biết có chứa hai kén phản ứng với máu của con người. Diva sinh năm 1833 từ một trong hai cái kén. Để tiến hành thử nghiệm, Joel tách hai bé gái sinh đôi, nuôi nấng Saya, và coi như con gái của mình trong khi Diva, đứa bé không có tên, bị nhốt trong một toà tháp và chỉ được cung cấp những gì cần thiết để sinh sống thông qua trợ lý của Joel là Amshel. Năm 1863, Saya phát hiện ra cô gái bị nhốt trong tòa tháp và đặt tên cho cô là Diva. Hai mươi năm sau, Saya giải thoát Diva thỏi tòa tháp để cô có thể hát tại bữa tiệc sinh nhật của Joel, tuy nhiên Diva đã giết chết Joel cùng với những người tham dự tiệc trước khi bỏ trốn.
Đến năm 2004, khi Blood + bắt đầu, Diva có năm Chevaliers, những người đứng đầu Cinq Flèches Group. Diva có bản chất tàn nhẫn trong phong thái của trẻ con. Cô cười khúc khích sau khi giết người, không có chút phản ứng gì trước cái chết của Chevaliers, và có xu hướng phá hủy đồ vật những khi buồn chán. Diva dường như thích thưởng thức sự đau khổ của Saya và thường xuyên nói rằng cô muốn giết Saya.
Trong cuộc gặp gỡ với Riku, em trai nuôi của Saya, cô hút gần hết máu của Riku và khiến Saya buộc phải chuyển cậu bé thành một chevalier để giữ lại mạng sống. Sau khi sự cố này, Diva trở nên ngày càng quan tâm đến Riku, cuối cùng xâm nhập trụ sở chính của Red Shield với Karl để tìm Riku. Cô hãm hiếp Riku và giết chết cậu bằng cách sử dụng máu của cô khiến cậu kết tinh. Một năm sau cuộc tấn công, khi Red Shield bắt đầu tập hợp lại, Diva đã thay đổi ngoại hình của mình để cho giống như Riku cho đến khi cô xuất hiện trong trận chiến cuối cùng với Saya. Cô trở thành một ca sĩ ở opera ở New York, do sự tài trợ của Cinq Flèches Group. Cinq Flèches Group đã cho lan rộng chất Delta 67, có thể biến người thành chiropterans, ở các khu vực khác nhau của thế giới, trong đó có Hoa Kỳ. Khi lời hát của Diva cất lên sẽ làm tăng hiệu quả của Delta 67.
Do cuộc tấn công của cô vào Riku mà Diva mang thai. Cô ấy không sinh con trong hơn một năm, khi Amshel dưa những cái kén ra khỏi cơ thể của cô . Tại nhà hát opera Metropolitan, Diva được sắp đặt để biểu diễn trên một show truyền hình trực tiếp có thể biến phần lớn dân số thế giới thành chiropterans. Khi Red Shield và Saya đã ngăn chặn việc phát sóng thì giữa 2 chị em đã có trận quyết chiến trong khi chevalier Nathan của Diva trông chừng những đứa trẻ. Cuộc chiến kết thúc khi Diva và Shaya dùng guơm có tẩm máu của họ đâm vào nhau. Saya không bị ảnh hưởng bởi cuộc tấn công do máu của Diva mất đi khả năng của nó khi cô mang thai. Diva bắt đầu kết tinh bởi những tác động từ máu của Saya. Em bé của cô nổi lên từ cái kén và Diva chạm vào, tưởng tượng mình với con gái và mỉm cười trước khi chết.

### Amshel Goldsmith
Lồng tiếng: Nakata George (tiếng Nhật), Wally Wingert (tiếng Anh)

Chevaliers của Diva, Từ trái sang phải: Nathan, James, Amshel, Solomon, and Karl

Amshel Goldsmith là trợ lý của Joel Goldshmidt, và chịu trách nhiệm đưa Diva thực phẩm và chăm sóc nhu cầu cơ bản của cô trong khi cô bị nhốt trong tháp . Năm 1883, sau khi trốn ra ngoài tòa tháp, Diva tha cho Amshel trong cuộc tàn sát gia tộc Joel và biến ông thành một chevalier . Amshel đề cập đến Diva như ""kho báu nhỏ"" của ông và sau này tiết lộ rằng ông đã hoàn toàn bị ám ảnh với Diva, khiếm ông cảm thấy "hình thức cuối cùng" của tình yêu cho Diva . Ông đã từng nói với Saya rằng ông ước gì Saya đã không trả tự do cho Diva bởi vì sau đó Diva sẽ vẫn là của ông 
Amshel thường được xem như là lãnh đạo của các chevaliers bảo vệ Diva và là người đứng đầu Cinq Flèches . Mặc dù hay đề cập đến các đồng chí Chevaliers của ông như là anh em, ông có vẻ không bị ảnh hưởng khi Karl chết và ngày càng chán với tình yêu của Solomon dành cho Saya và ra lệnh xử tử Solomon. Ông cũng ra lệnh cho cái chết của chevalier thứ ba của Diva, Martin Bormann, người chỉ được nhìn thấy trong một bức ảnh trong phim . Sau khi Saya tỉnh lại, Amshel ban đầu đã cố gắng thuyết phục cô đứng về phía của mình. Ở Nga, ông đã giết Liza-nhân viên liên lạc của Red Shield và đã dã dạng thành Liza trong một chuyến đi đào tạo của Saya ở Ekaterinburg . Ông tiết lộ cho Saya bản chất thật sự của cô là một chiropteran và rằng cô ấy đang giết chết đồng loại với thanh kiếm của cô . Khi Saya vẫn quyết tâm chiến đấu và giết Diva, ông quyết định cô phải bị tiêu diệt.
Sau cuộc chiến với Hagi ở thành phố New York, Amshel bị xiên vào Tòa nhà Chrysler và bị sét đánh . Ông được coi là đã chết, nhưng lại xuất hiện trong hình dạng nửa người nửa chiropteran và cố gắng tấn công Saya một lần nữa. Hagi đâm ông với bao kiếm thấm máu Saya, kết tinh ông ta vào những giây phút cuối cùng trước khi nhà hát đổ sụp .
.

### Solomon Golsmidth
Lồng tiếng: Tsujitani Koji (tiếng Nhật), Dave Wittenberg (tiếng Anh)
Solomon Goldsmith là một bác sĩ được Amshel giới thiệu với Diva của vào năm 1917 trong cuộc Cách mạng Nga. Vào thời gian này, anh trở thành một trong những chelavier của Diva, và sau đó anh chỉ mặc 1 bộ quần áo trắng như là một biểu tượng của mình vì đó là bộ trang phục mà anh mặc khi lần đầu gặp Diva. Vào lúc đó, anh muốn thoát khỏi việc nhìn thấy con người giết lẫn nhau, nhưng sau đó, anh bắt đầu cảm thấy con người là không đáng kể và thấp kém hơn anh ta. Qua thời gian, anh nhận ra thế giới của các chiropterans thể hiện đầy đủ bản chất của chiến tranh như là đối với con người .
Mặc dù anh đồng ý rằng Saya bây giờ là một mối đe dọa với anh và các đối tác của mình, anh vẫn dành cảm xúc mạnh mẽ của mình cho Saya và thường xuyên cố gắng bảo vệ cô, bất chấp ý định của Amshel định tiêu diệt cô. Anh lần đầu tiên được giới thiệu với Saya như một người đàn ông trẻ thú vị tại một buổi tiệc ở ngôi trường mà Saya học ở Việt Nam, và chỉ khiêu vũ với cô ấy mà thôi. Sau khi khiêu vũ, anh đã xin lỗi và nói với Saya rằng anh đã chỉ chọn nhảy với cô vì cô là cô gái duy nhất đã không nhìn chằm chằm vào anh ta. Anh không phát hiện ra cô là ai cho đến khi sau đó . Sau đó anh cứu Saya khỏi James và nói rằng anh muốn bảo vệ cô ấy bởi vì anh yêu cô.
Tình yêu của Solomon dành cho Saya chỉ tiếp tục phát triển khi phim tiến tục, đưa anh vào cuộc xung đột với các anh em chevalier của mình và với Diva. Solomon cuối cùng quyết định rằng anh chỉ đơn giản là không thể giết Saya hoặc tiếp tục hỗ trợ Diva làm như vậy, và muốn sống với cô như là người yêu thương cô ấy. Trong khi Amshel nghĩ rằng tình yêu cho Saya chỉ là một phần bản năng của chevalier, Solomon không đồng ý. Diva nổi giận với anh và nói với anh ta làm bất cứ điều gì anh muốn, và thậm chí nói rằng anh nên có con với Saya. Như một dấu hiệu của việc mình không còn là một chevalier, Solomon dừng lại mặc bộ quần áo màu trắng, thay vào chuyển sang bộ màu đen.
Solomon bắt cóc Saya sau khi cứu cô từ Amshel . Anh thú nhận tình yêu của anh dành cho cô ấy và cầu hôn, nhưng Saya nhẹ nhàng từ chối . Sau đó, Solomon rơi vào một tâm trạng chán nản. Nathan đến thăm và đưa anh đến thăm Diva và những đứa trẻ, nhưng Solomon sử dụng cơ hội này để cố gắng giết cô. Diva dễ dàng đánh bại và giam cầm anh tại dinh thự. James tra tấn anh bằng cách hứa sẽ giết Saya và mang đầu cô về.. Amshel nói Nathan hãy giết Solomon, nhưng Nathan giải phóng ông. Solomon cứu Saya khỏi James, nhưng trong trận chiến ông vô tình bị cắt bởi thanh gươm tẩm máu của Saya. Anh tuyên bố trung thành với Saya như chevalier của cô, sau đó bỏ đi. Trong một con hẻm, ông bắt đầu kết tinh và vỡ ra trong Amshel nhìn . Không ai biết Saya có biết về cái chết của Solomon vì không có ai nói cho cô.

### Karl Fei-Ong
Lồng tiếng bởi: Sasaki Nozomu (tiếng Nhật), Quinton Flynn (tiếng Anh)
Karl Fei-Ong được giới thiệu với Diva vào năm 1917 bởi Amshel . Khi gặp cô ấy, anh đã yêu cầu cô biến anh ta thành một chevalier. Amshel sau đó nói rằng ông chỉ chọn Karl để sử dụng anh như một con chuột guinea pig cho dự án Delta mới của họ. Cơ thể Karl được sửa đổi nhiều lần trong các thí nghiệm của Amshel, bao gồm cánh tay bị phá hủy bởi Saya tại Việt Nam vào năm 1972 bằng một cánh tay có thể phóng gai nhọn. Quá khứ đau buồn của anh, Diva không có khả năng để cho anh ta tình yêu anh đã tìm, và khiến Karl không cân bằng về tinh thần. Tuy nhiên, Solomon, người duy nhất có thể khiến Karl bình tĩnh, tin rằng vấn đề của Karl bắt nguồn từ sự cô đơn và không thấy rằng Solomon đã luôn luôn ở đó và quan sát.
Giả dạng làm "The Phantom", Karl bắt cóc các cô gái trông giống như Saya trong mong muốn để nhìn thấy cô ấy một lần nữa để kết thúc cuộc chiến đấu của họ . Sau khi tìm thấy cô lần nữa, Karl trở nên hoàn toàn bị ám ảnh về việc giết chết cô. Anh coi Saya như kẻ thù của mình, người bạn đời yêu dấu của mình, và lý do duy nhất cho anh cuộc sống .
Trong khi tại London, ông đã lấy trộm Corpse Corps từ Amshel và đuổi theo Saya khi cô ở nhà của Gray. Anh dự định sẽ chết cùng với cô bằng cách uống tất cả máu của Saya. Solomon, người đuổi theo Karl theo yêu cầu của Amshel, chặt cánh tay của Karl để giải phóng cánh tay cầm gươm của Saya. Nhận thấy ra rằng mình còn quá nhiều điều để sống, Saya đâm anh bằng cách đâm thanh kiếm xuyên cơ thể của mình. Với thanh kiếm tẩm máu của cô, Karl kết tinh và bị phá hủy. Solomon than khóc cái chết của anh và cố gắng giải thích hành động của Karl .

### James Ironside
Lồng tiếng bởi: Okawa Toru (tiếng Nhật), Rasner David (tiếng Anh)
James Ironside trở thành một trong Chevaliers của Diva vào năm 1945 tại Berlin, Đức trong thời gian Chiến tranh thế giới lần thứ hai . Anh là người của Cinq Flèches' liên hệ với quân đội Mỹ, và sau đó được bổ nhiệm bởi Amshel như là lãnh đạo của Corpse Corps và có nhiệm vụ giết chết Saya. Anh luôn luôn mang hình ảnh của Diva với anh ta trong cái mề đay ref name="Ep35" />. Khi anh dụ nhóm Saya đến đảo Christina để loại bỏ Saya, anh bị tấn công bằng thanh kiếm của Saya và rơi vào cái bẫy mà anh muốn thiết lập để chôn sống cô . Anh được cứu bởi Nathan và Amshel đã thay thế cơ thể của anh ta với các bộ phận của Schiff.
Khi Diva nhận ra rằng hầu hết cơ thể của anh đã được thay thế với bộ phận Schiff, cô không thích nó, và bắt đầu lẩn tránh anh. Đến cuối phim, James bắt đầu để mất sự tỉnh táo của mình do đổ vỡ mối quan hệ với Diva, và ông trút cơn giận của mình lên Schiff, những người mà ông coi là sinh vật thấp kém hơn mình . Trong trận chiến cuối cùng chống lại Saya, James bắt đầu chống chọi với Thorn trước khi bị giết bởi Saya .

### Nathan Mahler
Lồng tiếng: Fujiwara Keiji (Nhật), Wally Wingert (tiếng Anh)
Nathan Mahler dường như là một trong những Chevaliers lâu đời nhất của Diva, mặc dù khi nào và làm thế nào là không giải thích được. Đến cuối phim, trong khi nói chuyện với Amshel, Nathan nói rằng thế giới tồn tại để nhìn thấy vẻ đẹp của Diva, như đã được tiền duyên trước khi cô được sinh ra. Khi Amshel nói Nathan nói chuyện như ông đã có ở đó, Nathan cho biết ông đúng là ở đó và rằng trước khi Diva và Saya đã được sinh ra, đã có "mẹ của họ" và chevalier trung thành với bà . Nathan sau đó nói với Saya rằng điều duy nhất Diva thực sự muốn là có một gia đình .
Trong phim gốc tiếng Nhật, Nathan thường nói và làm việc theo phong cách phụ nữ, chẳng hạn như bằng cách sử dụng kashira và wa. Trong bản phụ đề tiếng Anh của Sony, Nathan nói theo cách của một nhân vật đồng tính. Không giống như Chevaliers khác, Nathan hiếm khi tham gia trận chiến. Đằng sau vẻ nhu nhược và yếu đuối, Nathan có thể là Chevaliers mạnh nhất và sẽ khẳng định sự thống trị của ông đối với các "anh em" trẻ tuổi hơn nếu cảm thấy cần . Ông là Chevaliers duy nhất của Diva có thể làm cho Amshel bình tĩnh lại nếu ông muốn, và là người duy nhất Amshel hiếm khi nỗ lực để thao túng. Ông dự tính không chỉ tiêu diệt Saya, mà làm điều đó theo các giai đoạn. Điều này dược thực hiện bằng việc ông ngăn chặn một số trận chiến giữa Saya và anh em của ông, ít nhiều gây phiền toái cho họ .
Sau cái chết của Diva, Nathan yêu Saya giết ông, biến thành dạng chiropteran của và cho phép Saya đâm xuyên qua ông với thanh kiếm của cô, mặc dù ông không nhìn thấy bị kết tinh. Vào cuối truyện, ông được nhìn thấy trong hình thức con người của mình giữa một số phóng viên bên ngoài phiên tòa xét xử Van .

## Nhân vật phụ

### Miyagusuku George
Lồng tiếng: Ōtsuka Hōchū (tiếng Nhật), Wally Wingert (tiếng Anh)
Miyagusuku George (宮城 Miyagusuku Jōji ?), một người Mỹ gốc Okinawa và là cựu chiến binh Quân đội Hoa Kỳ từng phục vụ trong chiến tranh Việt Nam. George là một trong những người lính có mặt khi Saya mất trí ở Việt Nam, giết chết bạn bè và kẻ thù như nhau. Là một trong số ít những người sống sót, ông được yêu cầu bởi David là coi chừng cơ thể của Saya sau khi cô rơi vào chu kỳ ngủ đông . Ông đã mất vợ và con đẻ một năm trước đó trong một vụ tai nạn, nhưng ông muốn sống do âm thanh của trái tim đang đập của Saya trong cái kén của cô . Khi cô thức dậy từ giấc ngủ của cô và ông thấy cô không còn là một mối đe dọa, ông đã nhận nuôi cô là con gái của ông. Trong thời gian này, ông cũng có hai con trai nuôi, Kai và Riku .
Trong khi bảo vệ Saya, ông bị tấn công bởi một chiropteran . Trong khi hồi phục từ những vết thương của mình, ông bị bắt cóc từ bệnh viện và đưa tới một căn cứ quân sự Mỹ, nơi ông được truyền Delta 67 . Sau khi trốn thoát, ông một lần nữa bị thương bởi một chiropteran trong khi bảo vệ Saya. Delta 67 và những vết thương bởi chiropteran bắt đầu thay đổi ông thành chiropteran, vì vậy ông đã yêu cầu Saya đổ máu của cô vào những vết thương của ông và giết ông. Saya rất miễn cưỡng vì ông là người cha duy nhất cô đã từng biết. Trong khi nói chuyện, ông giữ tay cô, khiến máu của cô từ từ chạy xuống cánh tay của mình và nhỏ giọt vào vết thương của ông và giết ông .

### Miyagusuku Riku
Lồng tiếng: Yajima Akiko (tiếng Nhật), Kamali Minter (tiếng Anh)
Miyagusuku Riku (宮城 リク, Riku Miyagusuku) là em trai nuôi của Kai và Saya và là con nuôi trẻ nhất của Miyagusuku's George. Cậu rất tốt bụng, thông minh và thích nấu ăn. Bản chất hiền lành của cậu thậm chí còn tác động đến Hagi, đặc biệt sau khi cậu đem đĩa thức ăn cho Hagi và yêu cầu anh ấy tham gia cùng với những người khác. Hagi dạy Riku làm thế nào để chơi đàn cello và bảo vệ cậu từ một chấn thương tồi tệ sau khi Riku rơi từ một con tàu lửa đang di chuyển.
Sau khi Diva hút gần hết máu của cậu tại "Vườn bách thú", Saya buộc phải biến Riku thành một chevalier để cứu cậu . Sau đó, Riku cho thấy sự ép buộc tương tự như Hagi về việc bảo vệ Saya bằng bất cứ giá nào. Mặc dù còn xa lánh, Riku vẫn còn gần gũi với Kai và cố gắng hàn gắn mối quan hệ đổ vỡ giữa Kai và Saya sau khi Kai biết sự thật về cô . Hút máu của Riku dường như khiến Diva phát triển một mối quan tâm đến cậu. Cô cùng Karl đến trụ sở Red Shield để tìm Riku. Khi tìm thấy cậu, cô đã hãm hiếp và sau đó giết chết cậu với máu của cô . Trong tiểu thuyết thì giải thích rằng điều gì đó trong mắt Diva làm cho máu Chevalier trong Riku phản ứng với một mong muốn mãnh liệt và là nguyên nhân cậu không có khả năng trốn thoát hoặc có hành động chống lại Diva . Sau cái chết của Riku, Kai có một mảnh của cơ thể kết tinh của cậu làm thành một mặt dây chuyền, mà anh đeo quanh cổ để nhớ về người em trai đã mất.

### Mao Jahana
Lồng tiếng bởi: Ami Koshimizu (tiếng Nhật), Olivia Hack (tiếng Anh)
Mao Jahana (谢花真央, Mao Jahana), con gái của người đứng đầu băng Yakuza Jahana, hách dịch và thường thích kiểm soát, một đặc điểm cô có từ cha mình. Thái độ đối đầu thẳng thừng của cô có vẻ là một mặt dũng cảm của cô khi nào mọi thứ không đi theo cách của mình hoặc khi sợ hãi.
Một bạn học cứng đầu và ý chí sắt đá của Kai, sau khi Mao gặp Okamura và nhận ra anh ta biết điều gì đó về của sự biến mất Kai, cô buộc anh phải cho cô đi cùng với tiền cô đánh cắp từ cha mình, ngụ ý ông sẽ cố gắng giết Okamura cho các hành vi trộm cắp. Cô muốn luôn ở cạnh dính Kai, bất chấp những nỗ lực tốt nhất của anh che chắn cô từ sự nguy hiểm xung quanh anh và Saya. Khi phim tiến triển và quan hệ của cô với Kai không được đáp ứng, Mao niềm nở với Saya. Là cô gái duy nhất "trong một nhóm toàn đàn ông", cô phát triển sự che chở và quan tâm đến Saya khi sức khỏe của Saya dường như giảm sút. Khi cô vô tình nghe được cuộc trò chuyện của Saya và Hagi về Saya của chu kỳ ngủ đông ba mươi năm của Saya, Mao trở nên tức giận và tát cô. Cô đồng ý giữ bí mật, sau đó nói với Saya, cô sẽ giữ lời hứa với cô ấy, một lời hứa giữa hai người phụ nữ, để tự mình mang Saya trở về Okinawa khi mọi chuyện kết thúc .
Mao cuối cùng đã quyết định kiểm tra cảm xúc của Kai một lần nữa và hôn anh ta, nhưng anh không trả lời và có vẻ bối rối bởi những hành động của cô . Nhận thấy tình yêu của cô sẽ không bao giờ trở về, cô từ bỏ và bắt đầu chơi mai mối giữa Kai và Saya. Cô sau này đi với Okamura tới Trung Đông .

### Julia Silverstein
Lồng tiếng bởi: Kaida Yuko (tiếng Nhật), Abby Craden (tiếng Anh)
Julia Silverstein là một bác sĩ y khoa làm việc cho Red Shield. Cô lần đầu tiên được thấy trong loạt phim là bác sĩ của Saya và giám sát truyền máu cho Saya . Cô cam kết nghiên cứu bản chất thật của chiropterans để giúp tiêu diệt chúng. Giám sát và cố vấn của bà, Tiến sĩ Collins, đào ngũ sang Cinq Flèches vì muốn xuất bản nghiên cứu của ông và vì ông không đồng ý với ý tưởng giết chết chiropterans . Ông ta thuyết phục Julia tham gia với mình và phản bội Red Shield . Cô gặp David vài lần trong khi ông đang điều tra Cinq Flèches và Corpse Corps, và ông luôn nhắc nhở cô ấy rằng cô ấy sẽ được chào đón trở lại Red Shield khi cô đã sẵn sàng . Khi Diva mang thai sau khi cưỡng hiếp Riku, Julia trở thành bác sĩ riêng của cô . Điều này khiến Collins ghen tị và ông cố gắng giết cô, nhưng David cứu cô và bị bắn .
Sau đó, Julia cầu nguyện cho David đang bị thương nghiêm trọng trong bệnh viện và hôn ông trong khi ông ngủ . Cô cũng trở về Red Shield và sử dụng những kiến thức cô thu được để hỗ trợ họ trong trận chiến cuối cùng với Diva . Sau khi Diva chết và nhóm trở lại Okinawa, Julia sử dụng những kiến thức cô thu được để kéo dài cuộc sống của Lulu và phát triển một huyết thanh từ máu của Saya để ngăn chặn các tác động của Delta 67. Cô cũng tiết lộ là có thai với David .

### Lewis
Lồng tiếng: Nagasako Takashi(tiếng Nhật), Rasner David (tiếng Anh)
Lewis phụ trách cung cấp các thiết bị và vận tải cho Red Shield. Ông cũng cung cấp thông tin từ CIA về các hoạt động người Mỹ nhờ các kết nối được hình thành khi ông còn là nhân viên CIA, làm việc dưới tên Sammy . Ông thường xuyên đi cùng với David trong quá trình hoạt động, và sau khi Kai trở thành một thành viên của Red Shield họ thường xuyên làm việc với nhau. Trong bản tiếng Anh của phim, Lewis nói giọng Jamaica mặc dù trong bản gốc ông nói tiếng bản địa Okinawa.

### Van Argiano
Lồng tiếng: Junichi Suwabe (tiếng Nhật), Crispin Freeman (tiếng Anh)
Van Argiano là các nhà khoa học đứng đầu nghiên cứu chiropterans cho Cinq Flèches. Ông chịu trách nhiệm về sự phát triển của Delta 67, làm việc theo Solomon và với trợ lý của ông là Archer. Sau khi Solomon đào ngũ khỏi nhóm, Amshel bổ nhiệm ông lên đứng đầu chi nhánh Cinq Flèches ở Mỹ. Mặc dù biết về bản chất thật sự và kế hoạch của họ, Van đứng về phía các chiropterans và hỗ trợ họ trong các nỗ lực lây lan chiropterans trên thế giới. Van thường thể hiện được ăn một số loại kẹo cứng.
Tuy nhiên, ông bị phản bội tại nhà hát opera Metropolitan và không được cho biết về kế hoạch biến mọi người có thành chiropterans. Ông bị bỏ lại để đối mặt với những quái vật của mình bởi người Mỹ mà ông liên hệ, Bộ trưởng Quốc phòng Grant, nhưng được cứu bởi David . Vào cuối phim, ông được thể hiện đang được đưa ra xét xử về tội ác của mình và trợ lý Archer của ông cũng lộ rõ mình là người được chính phủ bổ nhiệm điều tra và đã thâm nhập vào Cinq Flèches để thu thập chứng cứ.

### Okamura Akihiro
Lồng tiếng bởi: Ito Kentaro (tiếng Nhật), Rasner David (tiếng Anh)
Okamura Akihiro (冈村昭, Akihiro Okamura) là một phóng viên thích hút thuốc lá. Okamura là con trai của nhiếp ảnh gia và phóng viên trong chiến tranh Việt Nam đã chụp một số ảnh đen trắng bí ẩn mô tả một cô gái trẻ giết binh sĩ, dân làng, và quái vật với một thanh kiếm. Sau khi nhìn thấy một người bị giết là một đứa trẻ, các bức ảnh chụp đã luôn luôn ám ảnh Okamura, thúc đẩy ông khám phá sự thật đằng sau . Khi truy tìm rượu bán phá giá của quân đội tới Việt Nam, Okamura thấy Saya chiến đấu với Karl và chụp một số hình ảnh của cô. Ông bị bắt bởi David, nhưng sau đó được thả .
Quay trở lại Okinawa, nghiên cứu của ông bị bế tắc khi ông bị từ chối tài trợ cho chuyến đi tới Pháp để tiếp tục truy tìm nguồn gốc của rượu. Ông chạy đến chỗ Mao, người đang tìm kiếm Kai. Khi cô nhận ra Okamura có thể giúp cô tìm thấy anh ta, cô buộc ông đem cô theo cùng bằng cách ăn cắp tiền từ người cha Yakuza của cô và để lại một tin nhắn rằng cô đang chạy trốn với Okamura . Khi tiếp tục khám phá sự thật, Okamura nhận ra rằng nó lớn hơn và đáng lo ngại hơn những gì ông tưởng tượng.
Okamura và Mao bắt kịp với Saya và những người khác ở Paris và được đưa đến trụ sở Red Shield . Lúc đầu, họ bị coi là mối nguy hiểm nhưng David cuối cùng phải nhờ đến khả năng điều tra của Okamura và yêu cầu sự trợ giúp của họ trong việc tìm kiếm Diva ở New York . Sau này, Okamura và Mao trở thành thành viên không chính thức của nhóm Saya, lúc đầu nghiên cứu ở Los Angeles, sau đó gia nhập với nhóm Saya tại New York sau khi căn hộ của họ bị cài bom bởi Cinq Flèches .
Okamura có xu hướng khá hoài nghi, và mặc dù ông thường thể hiện có khá nhiều phiền toái với Mao, ông không bao giờ có vẻ mệt mỏi khi Mao đi với anh ta. Mặc dù thường xuyên cãi nhau, họ làm việc với nhau rất tốt với. Khi ông được yêu cầu đi với những người khác đến đảo Staten, Okamura gửi máy ảnh ưa thích của mình với Mao, yêu cầu cô ấy chăm sóc nó, tuy nhiên khi cô hỏi tại sao thì ông từ chối giải thích . Vào cuối phim, Okamura quyết định đi đến Trung Đông và Mao gia nhập với ông .

### Joel Goldschmidt VI
Lồng tiếng: Ishida Akira (tiếng Nhật), Crispin Freeman (tiếng Anh)
Joel Goldschmidt VI là người đứng đầu hiện nay của Red Shield và hậu duệ của Joel- người tìm thấy Saya và Diva . Mỗi người đàn ông trong gia đình của ông mang tên Joel phải sống và chiến đấu chống lại Chiroptera trong suốt cuộc dời của họ cho đến khi chúng được không còn là mối đe dọa. Nhật ký của ông chứa một bản ghi của tất cả các hoạt động của Red Shield kể từ khi thành cũng như mọi thông tin biết được về Saya, Diva, các Chevaliers và Chiroptera . Joel đã trở thành người đứng đầu Red Shield vào năm 2002, chủ yếu hoạt động ở sau, tin tưởng người của mình xử lý công việc trong khi ông hỗ trợ họ. Khi Karl và Diva và tấn công trụ sở Red Shield, Joel bị thương nặng và bị liệt từ thắt lưng trái trở xuống . Sau khi David phục hồi tình cảm sau tàn phá của trụ sở, Joel tái lập Red Shield để tiếp tục hỗ trợ Saya và ngăn chặn Diva .

### Aston Collins
Lồng tiếng bởi: Umezu Hideyuki (tiếng Nhật), Steven Blum (tiếng Anh)
Tiến sĩ Aston Collins từng là chỉ huy thứ hai của Red Shield, chủ yếu phụ trách nghiên cứu Chiroptera với Julia là trợ lý của ông. Ông ngày càng thất vọng vì không có khả năng bao xuất bản nghiên cứu của mình . Van Argiano tiếp cận ông về việc tham gia Cinq Flèches và Collins đồng ý và phản bội Red Shield bằng cách tiết lộ vị trí trụ sở của tổ chức. Ông thuyết phục Julia tham gia với mình, nhưng rồi chống lại cô khi Amshel bổ nhiệm cô làm bác sĩ riêng của Diva . Trở nên ghen tị, ông đối mặt với Julia và cố giết cô để có thể lấy lại vị trí của mình. Ngay như ông chuẩn bị bắn cô, David chạy ra và hành động như tấm khiên người để bảo vệ Julia. Mặc dù bị bắn, David vẫn có thể ném một cây dao mổ vào cánh tay Collins, làm cho ông ta la hét bỏ chạy . Collins không bao giờ được nhìn thấy một lần nữa trong bộ phim và tình trạng hiện tại của ông là không biết.

### Moses
Lồng tiếng bởi: Yanagi Naoki (tiếng Nhật), Steven Blum (tiếng Anh)
Moses (モーゼス, Mozesu ?) là lãnh đạo của Schiff, sử dụng một cái lưỡi hái. Anh là một trong những người đã khuyến khích Schiff rời khỏi phòng thí nghiệm vì hy vọng . Bản sao vô tính của Moses được sử dụng để tạo thành Corps Corpse. Anh tự sát cùng với Kármán, người sắp chết bởi Thorn, bằng cách cởi bỏ mũ của họ trong ánh sáng mặt trời .

### Karman
Lồng tiếng bởi: Nojima Kenji (tiếng Nhật), Dave Wittenberg (tiếng Anh)
Karman (カルマン, Karuman ?) là một người cao mảnh dẻ, với một xu hướng tiêu cực, đặc biệt là đối với con người. Ông có thể nóng tính và bốc đồng, nhưng dường như thực sự chăm sóc cho đồng bào Schiff. Sau khi mắc Thorn, ông tự tử với Moses .

### Lulu
Lồng tiếng: Saito Chiwa (tiếng Nhật), Lara Jill Miller (tiếng Anh)
Lulu (ルルゥ, Ruruu ?) là một cô gái trẻ, nhỏ bé với đôi mắt chìm đắm và làm bạn với nhóm của Saya sau cái chết của Irène, bất chấp sự phản đối của Kármán và Moses . Lulu hồn nhiên và có cá tính trẻ con, và ảnh hưởng một số yếu tố cuộc sống của con người như xem truyền hình . Sau khi Kármán và Moses tự tử, Lulu trở thành Schiff duy nhất còn sống và bắt đầu sống với Saya và những người khác. Cô tiếp tục viện trợ Red Shield trong trận chiến với Diva một cách tốt nhất . Sau khi Diva bị giết, Julia có sử dụng những kiến thức cô thu được khi làm việc với Cinq Flèches để kéo dài cuộc sống của Lulu và tránh Thorn .

### Irène
Lồng tiếng: Toyoguchi Megumi (tiếng Nhật), Olivia Hack (tiếng Anh)
Irène (イレーヌ, Irenu ?) là một Schiff, nhưng không giống như bạn của cô, cô không thích ý tưởng giết người để hút máu của họ, nhất định không làm như vậy mặc dù cô ở trong trạng thái suy yếu . Sau khi Kai cứu cô từ bọn côn đồ tại Paris, Irène nói với anh ta làm thế nào Schiff tồn tại, làm thế nào họ chết bởi Thorn, và tại sao họ tiếp tục tấn công Saya. Cô cũng nói với anh rằng họ nghĩ máu của Saya sẽ cứu họ, do đó, anh đưa cô đến hỏi Saya. Khi Schiff tấn công nhóm của Saya, cô và Kai cố gắng thuyết phục hai bên ngừng chiến vì tình hữu nghị mới của họ, nhưng cuộc chiến chỉ dừng lại khi Irène ngã quỵ bởi Thorn. Saya miễn cưỡng đồng ý cho một số máu của cô cho Irène, nhưng nó kết thúc với việc giết chết Irène. Cái chết của cô là buồn bởi Kai, Saya. Nhận thấy máu của Diva là thư họ thực sự cần, cái chết của Irène lại là bờ vực cho sự kết thúc của chiến sự giữa nhóm của Saya và Schiff.